# Pamid
A pamid Bulgária egyik fontos helyi kékszőlőfajtája. Már a trákok ideje óta termesztik. Jelenleg Bulgáriában viszonylag kevéssé elterjedt, de jelen van néhány környező országban – Albániában, Görögországban és Törökországban – is. Bogyói kicsik, fürtjei közepes nagyságúak.